# Takahiro Setsumasa
Takahiro Setsumasa (節政貴弘?, Sestumasa Takahiro; Ichiki-Kushikino, 19 maggio 1972) è un ex cestista giapponese.

## Carriera
Con il Giappone ha disputato due edizioni dei Campionati mondiali (1998, 2006) e i Campionati asiatici del 2001.